# Hate Me
"Hate Me" é um single da banda Blue October, do seu álbum Foiled, lançada em 2006, obteve grande sucesso, sendo um dos maiores êxitos da banda.